# Dicranomyia mulsa
Dicranomyia mulsa är en tvåvingeart som beskrevs av Alexander 1916. Dicranomyia mulsa ingår i släktet Dicranomyia och familjen småharkrankar. Inga underarter finns listade i Catalogue of Life.